# Saint-Léon (Lot-et-Garonne)
Saint-Léon é uma comuna francesa na região administrativa da Nova Aquitânia, no departamento de Lot-et-Garonne. Estende-se por uma área de 9,6 km². Em 2010 a comuna tinha 327 habitantes (densidade: 34,1 hab./km²).